# Doskonały świat
Doskonały świat (ang. A Perfect World) – amerykański dramat filmowy z 1993 roku w reżyserii Clinta Eastwooda.

## Opis fabuły
Robert Haynes i Terry Pugh po ucieczce z więzienia w Huntsville porywają kilkuletniego Phillipa jako zakładnika. Ich śladem rusza pościg dowodzony przez strażnika Teksasu, Reda Garnetta (Clint Eastwood), który kilkanaście lat wcześniej osadził Haynesa w poprawczaku, tłumacząc to troską o jego przyszłość. Gdy Pugh próbuje skrzywdzić chłopca, Haynes zabija byłego współwięźnia i kontynuuje ucieczkę z dzieckiem. W trakcie podróży pomiędzy mężczyzną a chłopcem zawiązuje się przyjaźń. Haynes jest bardzo wrażliwy na krzywdę dzieci. Podczas pobytu na farmie jest świadkiem złego traktowania małego chłopca, za co związuje całą rodzinę próbując ukarać dziadka źle traktującego wnuka. Wówczas mały Phillip kradnie mu broń, rani Haynesa w brzuch, po czym ucieka na pobliskie wzgórze. Haynes podąża za chłopcem potykając się i krwawiąc, zostaje zauważony przez lokalnego szeryfa, który zawiadamia grupę pościgową. Ostatecznie Haynes zostaje zastrzelony przez snajpera FBI podczas próby przekazania pocztówki chłopcu.

## Obsada
- Kevin Costner – Robert "Butch" Haynes
- T.J. Lowther – Phillip Perry
- Clint Eastwood – Red Garnett
- Laura Dern – Sally Gerber
- Keith Szarabajka – Terry Pugh
- Leo Burmester – Tom Adler
- Bradley Whitford – Bobby Lee